# Touriya Faraj
Touriya Faraj (en arabe : تورية فراج) est une femme politique marocaine. 
Elle a été élue députée dans la liste nationale, lors des élections législatives marocaines de 2016 avec le Parti authenticité et modernité. Elle fait partie du groupe parlementaire du même parti, et elle est membre active de la Commission des secteurs sociaux.
Elle aussi est connue pour être la première infirmière de profession à faire partie de la Chambre des représentants.